# Kostel svatého Jana Křtitele (Boleradice)
Kostel svatého Jana Křtitele je římskokatolický chrám v obci Boleradice v okrese Břeclav. Je chráněn jako kulturní památka České republiky. Jde o farní kostel farnosti Boleradice.

## Historie
První písemná zmínka z roku 1287. O románském původu svědčí odkryté původní okno a jednolodní půdorys. Fara má stejné stáří jak kostel, protože od prvé zmínky byl kostelem farním. Dnešní dispozici získal v 16. století. 
Koncem 17. století byla zvýšena úroveň podlahy a podstatně nadezděna loď i kněžiště, které byly opatřeny klenbou. Přistavěna byla také sakristie. Ve druhé polovině 19. století byla vestavěna hudební kruchta, v roce 1968 přistavěn depozitář.  V roce 1997 byl nainstalován a vysvěcen nový zvon.

## Popis
Jedná se o jednolodní stavbu s odsazeným kněžištěm čtvercového půdorysu, k jehož severní zdi přiléhá obdélníková sakristie. Fasády člení mělké vpadlé výplně, v nichž jsou prolomena nízká okna s půlkruhovým záklenkem. Sakristie je zaklenuta valeně s výsečemi. zařízení pochází z doby před polovinou 18. století. Ve věži kostela je zavěšen pozdně gotický zvon, ulitý kolem roku 1500.